# Code communal allemand

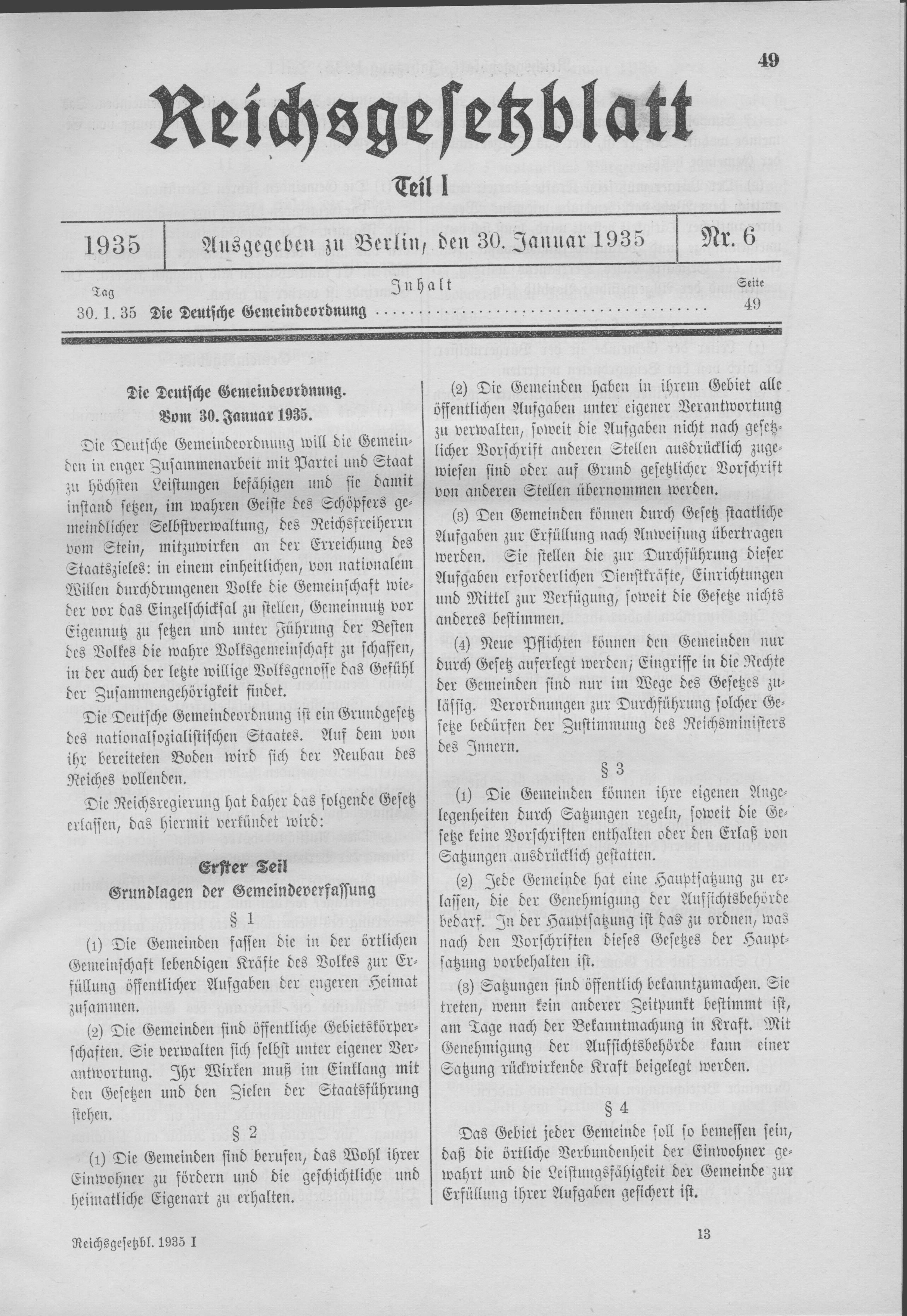
Le code communal allemand du 30 janvier 1935, publié dans le Reichsgesetzblatt du même jour.

Le code communal allemand (DGO) du 30 janvier 1935 (RGBl. I p. 49 et suiv.) remplace la loi constitutionnelle communale précédemment applicable créée par les États fédéraux allemands (66 ordonnances des villes et communes différentes pour environ 68 millions d'habitants dans plus de 51 000 communes) et créé une réglementation juridique uniforme et centralisée "à l'échelle du Reich". L'introduction de cette loi entraîne l'abrogation des constitutions communales des États (telles que le code municipal bavarois de 1927, le code municipal de Hesse de 1931 (État populaire de Hesse ) ou la loi constitutionnelle prussienne de 1933). L'autonomie communale est théoriquement retenue comme une construction de jure : elles [les municipalités] se gèrent sous leur propre responsabilité, mais en fait elle est abolie : il n'y a ni organe représentatif élu (conseil municipal, conseil municipal ou assimilé) ou autres) ni un organe administratif élu (conseil communautaire, maire). Il n'y a plus d'élections par le peuple ni de représentants élus par le peuple (députés).
« Conseil municipal » n'est plus utilisé que comme désignation d'une personne, il n'y a plus de conseil municipal comme organe collégial : le mot « conseil municipal » n'est pas une désignation pour une assemblée, mais une désignation pour une personne et les conseils municipaux ne sont pas comme les anciens représentants de la communauté titulaires d'un mandat qui leur a donné un parti politique ou l'élection de la citoyenneté, mais sur la base d'un processus de nomination spécial choisi des fonctionnaires honoraires de la commune.
Dès lors, les chefs de commune portent la désignation de « maire » dans tout le Reich allemand ou de « maire » dans les villes indépendantes (désignation à l'époque : villes d'arrondissement selon § 11 du règlement d'application du § 32 DGO). La détermination des pouvoirs et du poste du maire est effectuée au sens du principe du chef (jargon NS : autorité en bas - responsabilité en haut) par nomination : le représentant du NSDAP nomme les conseils communaux en concertation avec le maire. ... au lieu d'être élu par les citoyens [doit] être nommé par le représentant du NSDAP [Parti national-socialiste des travailleurs allemands] pour nommer les conseils municipaux en tant que représentants [du] peuple.
Bien que cet ensemble de règles (en plus du texte légal, il y a cinq ordonnances statutaires pour la loi) a été promulgué pendant le national-socialisme et, dans l'ensemble, vise l'intégration organisationnelle des municipalités dans le Führerstaat, certaines personnes sont d'avis l'opinion que le contenu central des règlements, en particulier celui de la loi économique municipale, est exempt d'idées nationales-socialistes spécifiques. Selon l'avis général de la recherche, cela s'applique à la plupart des réglementations économiques municipales (§§ 60-105 DGO 1935) en tant que développement ultérieur du cadre qui avait été élaboré dans la législation et la jurisprudence jusque-là.
En conséquence, conformément à la loi fondamentale de la République fédérale d'Allemagne du 23 mai 1949, les éléments pertinents de la DGO de 1935 en tant que loi d'État dans divers États fédéraux (en partie jusqu'à la fin des années 1990) continuent de s'appliquer. En particulier, les réglementations de la loi économique communale constituent toujours la base du contenu des réglementations communales des différents États de la République fédérale d'Allemagne.

## Émergence
Le code municipal allemand est créé avec l'importante collaboration de Carl Friedrich Goerdeler et de Karl Fiehler,. Il est promulgué comme une réforme fondamentale du droit constitutionnel municipal. La nouvelle loi élimine la participation directe ou indirecte de la population à la prise de décision au sein de la municipalité et transfére une grande partie des tâches communales à l'État ou au parti. Les tâches restantes de la commune sont transférées au maire selon le « principe du chef ». Bien que Goerdeler a toujours appelé à une augmentation similaire du pouvoir, il rejette la loi dans son ensemble. Il ne veut pas se passer de la participation de la population, et il déplore aussi la fin de l'autonomie gouvernementale : « L'avenir dira s'il suffit à la longue de se passer de tout acte d'interrogation des citoyens d'une communauté qui sont capable de jugement. Lui-même cherche un juste milieu entre « les idées démocratiques exagérées » et « les idées fascistes qui nous sont étrangères ». Pour lui, cependant, le DGO signifie "tuer l'idée d'autonomie gouvernementale".
Le contenu des dispositions réglementaires, cependant, est historiquement ouvert et controversé à un degré difficilement imaginable pour une dictature. Les consultations durent de l'été 1933 à janvier 1935. L'influence institutionnalisée du NSDAP sur les décisions communautaires est limitée. Avec la DGO, des structures de tâches communales uniformes sont créées et la responsabilité de toutes les questions relevant de la sphère d'activité propre de la commune est  définie, comme la souveraineté territoriale, la souveraineté organisationnelle, la souveraineté du personnel, la souveraineté financière, la souveraineté de planification. L'historien Martin Broszat décrit la norme juridique dans ce contexte comme une "réforme d'importance".

## Types de commune
Le code municipal allemand remplace la loi constitutionnelle communale du 15 décembre 1933, jusque-là en vigueur en Prusse, ainsi que toutes les autres constitutions communales (ordonnances de ville et ordonnances de communes) dans les États allemands. Les seules dérogations à ce système juridique uniforme pour toutes les communes urbaines et rurales du Reich allemand sont les exceptions provisoires de la capitale Berlin et des villes hanséatiques de Hambourg, Brême et Lübeck.

### Villes et communes
La loi stipule que toutes les unités communales au niveau local doivent être appelées « Commune ». Les communes qui utilisent auparavant le nom de "Ville" conservent ce nom. Cela s'applique également aux communes dites titulaires, c'est-à-dire aux petites communes autrefois administrées selon un code de la commune rurale, mais appelées villes.

### Communes avec d'autres noms
De plus, les communes pourraient recevoir des désignations supplémentaires dans une mesure limitée, telles que :
- Berlin : capitale du Reich
- Munich : capitale du mouvement
- Nuremberg : la ville des rassemblements du parti nazi
- Leipzig : ville impériale de la foire
- Stuttgart : ville des Allemands expatriés
- Cologne : ville hanséatique
- Goslar : ville agricole impériale
- Führerstadt Linz

## "Principe du chef"

### Chef de la commune
Les "chefs des communes" utilisent uniformément l'appellation "maire" dans un quartier de la ville. Ces dirigeants ne sont plus élus mais nommés.
Les postes de maire et de conseiller à plein temps doivent être annoncés publiquement. Dans un esprit d'unité entre le parti et l'État, le chef de district, en tant que représentant du NSDAP , mène la procédure lors de la nomination et de la révocation du maire. Après consultation des conseils municipaux, il propose trois candidats à l'autorité compétente. Le responsable est :
- pour les arrondissements urbains de plus de 100 000 habitants : le ministre de l'Intérieur du Reich ,
- pour les autres arrondissements urbains : le Reichsstatthalter ;
- pour les autres villes : le président de district ,
- pour les autres communes : l'administrateur de l'arrondissement.

Le poste est pourvu à temps plein pendant douze ans dans les communes de plus de 10 000 habitants et doit – sauf cas exceptionnels justifiés – être pourvu sur la base du volontariat dans les autres communes pendant six ans. Pour représenter le maire, il est également assisté d'adjoints nommés.

### "Représentation communale"
Il n'y a plus de conseil municipal élu (en tant qu'organe collégial). Au contraire, les conseils municipaux individuels doivent « veiller à ce que l'administration de la commune soit en contact permanent avec toutes les couches de la population ». Dans les villes, les conseils municipaux sont appelés conseillers.
Le maire a non seulement le droit, mais aussi l'obligation de discuter des questions communautaires importantes avec les conseils municipaux. D'autre part, les conseils individuels sont tenus de conseiller le maire "sous leur propre responsabilité" (de leur propre chef). Ils ont le droit exprès de commenter 13 questions énumérées, qui sont désignées dans la justification officielle de l'article 55 n° 1 comme des "questions importantes". Une violation de ces devoirs incombant au maire ne signifie cependant pas qu'une résolution prise sans consultation est invalide et que les actes juridiques entrepris pour la mettre en œuvre sont inefficaces. Cependant, l'obligation de conseil n'est pas la seule obligation des communes, elles sont également tenues de « faire comprendre à la population » les mesures du maire par « des contacts étroits et constants entre l'administration et toutes les couches de la population » (activités de propagande à apparitions publiques, propagande "table des habitués", "influenceurs", etc. ).
Un procès-verbal du "contenu essentiel" de la consultation doit être consigné, dans lequel les déclarations divergentes des conseils municipaux doivent être consignées. Chacun des conseillers a le droit de soumettre son avis pour le procès-verbal. Le vote n'a pas lieu.
Les conseils municipaux sont nommés pour six ans par le représentant du NSDAP en concertation (pas d'accord) avec le maire. C'est sur la "fiabilité nationale", l'adéquation et la réputation qu'il faut faire ; il faut considérer les personnalités dont le domaine d'activité donne à la communauté son caractère particulier ou son importance ou influence de manière significative la vie de la communauté. Le DGO ne connaît pas de retraite régulière. Cependant, quelle que soit la nomination des conseillers locaux, leur mandat commence dès leur nomination. En tant que fonctionnaires honoraires, les conseillers communaux sont soumis au droit disciplinaire (alors appelé droit pénal).

## Autorité de contrôle
La surveillance de l'État est conduite (à titre d'exemple pour la Prusse) ::
- sur les arrondissements de la ville par le président du district,
- sur les autres communes par l'administrateur de l'arrondissement.

## Dispositions légales et administratives du code communal allemand
Le grand nombre de réglementations suggère à lui seul l'intention urgente des hommes politiques nationaux-socialistes de ne pas seulement assurer la mise en œuvre de leurs propres objectifs par le biais de personnes "politiquement fiables" (maires, conseillers locaux). Ils prennent également soin d'utiliser un réseau serré de règles juridiques (formelles) différenciées (ordonnances statutaires) ainsi que de réglementations administratives (par exemple Instructions) pour créer des instruments afin de pouvoir réaliser la transformation de l'État qu'ils jugent nécessaire au niveau inférieur de l'organisation de l'État, dans les communes.
La législation comprend non seulement les dispositions légales « formelles » dans les statuts et les ordonnances ; Apparemment, les nationaux-socialistes supposent également qu'un certain nombre d'autres ensembles de règles doivent être considérés comme des normes juridiques et sont donc contraignants non seulement pour l'administration, mais pour tous les résidents et citoyens soumis à la loi. Il n'y a pas d'autre moyen d'expliquer que par exemple un "Ordre du Führer" et d'autres règlements dont le caractère de norme juridique n'est pas immédiatement reconnaissable sont publiés dans le Reichsgesetzblatt

### Ordonnances légales pour la mise en œuvre du code communal allemand
- Première ordonnance pour la mise en œuvre du code communal allemand de 22 mars 1935 (RGBl. I p.393)
- Deuxième ordonnance pour la mise en œuvre du code communal allemand de 25 mars 1936 (RGBl. I p.272)
- Troisième ordonnance pour la mise en œuvre du code communal allemand de 30 mars 1937 (RGBl. I p. 428)
- Quatrième ordonnance pour la mise en œuvre du code communal allemand du 20 août 1937 (RGBl. I p. 911)
- Cinquième ordonnance pour la mise en œuvre du code communal allemand du 24 novembre 1938 (RGBl. I p. 1665)

### Ordonnances légales pour la mise en œuvre de l'article 118 du code communal allemand
§ 118 DGO se lit comme suit : Le chef adjoint détermine qui est le représentant du NSDAP. au sens de cette loi.
- Ordonnance d'application de l'article 118 du code communal allemand du 26 mars 1935 (RGBl. I p. 49)
- Deuxième ordonnance pour la mise en œuvre de l'article 118 du code communal allemand du 17 décembre 1937 (RGBl. 1938 I p. 11)
- Troisième ordonnance pour la mise en œuvre de l'article 118 du code communal allemand du 27 septembre 1938 (RGBl. I p. 1343)
- Quatrième ordonnance pour la mise en œuvre de l'article 118 du code communal allemand du 24 novembre 1938 (RGBl. I p. 1757)
- Cinquième ordonnance pour la mise en œuvre de l'article 118 du code communal allemand du 23 janvier 1940 (RGBl. I p. 363)

### Sources des publications officielles et quasi officielles
- Amtliche Begründung zur Deutschen Gemeindeordnung, Reichsanzeiger Nr. 25–28 von 1935 (auch abgedruckt in Harry Goetz: Die Deutsche Gemeindeordnung ... Textausgabe, 9. Auflage, W. Kohlhammer Verlag, Stuttgart und Berlin 1941, S. 334–483)
- Erste Anweisung zur Ausführung der Deutschen Gemeindeordnung, Erlass des RuPrMdI vom 22. März 1935 (RMBliV 1935 Sp. 415)
- Anweisungen des Stellvertreters des Führers an die Beauftragten der NSDAP (9 Anweisungen), NS-Gemeinde, Zentralblatt der NSDAP für Gemeindepolitik (auch abgedruckt in Harry Goetz: Die Deutsche Gemeindeordnung ... Textausgabe, 9. Auflage, W. Kohlhammer Verlag, Stuttgart und Berlin 1941, S. 311–332)
  - Anweisung 1 (vgl. § 33 DGO): Allgemeine Richtlinien für die Beauftragten der NSDAP. in der Gemeinde vom 25. Juli 1935
  - Anweisung 2 (vgl. §§ 41 und 45 DGO): Mitwirkung des Beauftragten der NSDAP. bei der Berufung und Abberufung des Bürgermeisters und der Beigeordneten vom 25. Juli 1935
  - Anweisung 3 (vgl. §§ 50, 51 und 54 DGO): Die Gemeinderäte vom 25. Juli 1935
  - Anweisung 4 (vgl. 3 und 33 DGO): Die Hauptsatzung vom 25. Juli 1935
  - Anweisung 5 (vgl. §§ 21, 28 und 33 DGO): Verleihung und Aberkennung der Ehrenbürgerrechte sowie der Ehrenbürgerbezeichnung vom 25. Juli 1935
  - Anweisung Nr. 6 Frist für die Berufung der Gemeinderäte (nach 1935 zeitlich überholt)
  - Anweisung Nr. 7 Beauftragte der NSDAP. für die Ämter und Kirchspiellandgemeinden vom 22. August 1935
  - Anweisung Nr. 8 Verfahren der Berufung von Angehörigen der SS., SA., NSKK., in Ehrenämter in der Gemeinde
  - Anweisung Nr. 9 (RdErl. d. RuPrMdF vom 15. Juli 1936): Abberufung von Bürgermeistern

### Sources des publications officielles et quasi officielles sur la sixième partie du code communal allemand
La sixième partie de la DGO (§§ 60-105) contient la réglementation du droit économique communal, à savoir au 1er Section propriété paroissiale, 2e étage Section sur l'activité économique de la commune, au 3e Section de la dette, 4e Section sur le ménage et dans le 5. Section sur la trésorerie, la comptabilité et l'audit.
- Vorläufige Ausführungsanweisung zum Sechsten Teil der Deutschen Gemeindeordnung vom 22. März 1935 (RdErl. des RuPrMdI. im RMBliV 1935 Sp. 475)
- Zweite Vorläufige Ausführungsanweisung zum Sechsten Teil der Deutschen Gemeindeordnung vom 17. Juni 1935 (RdErl. des RuPrMdI. im RMBliV 1935 Sp. 801)
  - Ausführungsanweisung zur Zweiten Verordnung zur Durchführung der Deutschen Gemeindeordnung vom 25. März 1936, RdErl. des RuPrMdI. vom 31. März 1937 (RMBliV 1937 Sp. 517)
  - Ausführungsanweisung zur Vierten Verordnung zur Durchführung der Deutschen Gemeindeordnung vom 20. August 1937 (RGBl. I S. 911); RdErl. des RuPrMdI. vom 5. Februar 1938 (RMBliV 1938 Sp. 237)
  - Ausführungsanweisung zur Fünften Verordnung zur Durchführung der Deutschen Gemeindeordnung vom 24. November 1938, RdErl. des RuPrMdI. vom 3. April 1939 (RMBliV 1939 Sp. 795)
- Rücklagenverordnung vom 5. Mai 1936 (RGBl. I S. 435)
  - Ausführungsanweisung zur Rücklagenverordnung vom 5. Mai 1936, RdErl. des RuPrMdI. und des RFM vom 17. Dezember 1936 (RMBliV 1936 Sp. 1647)
- Verordnung über die Aufstellung und Ausführung des Haushaltsplans der Gemeinden (GemHVO.) vom 4. September 1937 (RGBl. I S. 921)
  - Ausführungsanweisung zur Gemeindehaushaltsverordnung, RdErl. des RuPrMdI. vom 10. Dezember 1937 (RMBliV 1937 Sp. 1899)
- Verordnung über das Kassen- und Rechnungswesen der Gemeinden (K. u. RVO.) vom 2. November 1938 (RGBl. I S. 1583)
  - Ausführungsanweisung zur Kassen- und Rechnungsverordnung 1. März 1939 (RMBliV 1937 Sp. 441)
- Eigenbetriebsverordnung vom 21. November 1938 (RGBl. I S. 1650)
  - Ausführungsanweisung zur Eigenbetriebsverordnung, RdErl. des RuPrMdI. vom 22. März 1939 (RMBliV 1939 Sp. 633)

### Immédiatement avant et après le début du II. Lois et règlements promulgués pendant la Seconde Guerre mondiale
- Erlaß des Führers und Reichskanzlers über die Vereinfachung der Verwaltung vom 28. August 1939 (RGBl. I S. 1535)
  - Vereinfachung der Verwaltung im gemeindlichen Bereich. RdErl. des RuPrMdI. vom 30. August 1939 (RMBliV 1939 Sp. 1811)
  - Vereinfachung der Verwaltung im gemeindlichen Bereich. RdErl. des RuPrMdI. vom 12. Februar 1940 (RMBliV 1939 Sp. 289 und 290)
  - Handhabung der Vorschrift des § 45 DGO RdErl. des RMdI. vom 26. Juni 1940 (RMBliV 1940 Sp. 1260)
  - Aufwandsentschädigung der ehrenamtlichen Bürgermeister RdErl. des RMdI. vom 10. Juli 1940 (RMBliV 1940 Sp. 1455)
  - Abdruck amtlicher Bekanntmachungen und Hinweise in den Tageszeitungen sowie Zusammenarbeit der Behörden, Gemeinden und Gemeindeverbände mit der Tagespresse RdErl. des RMdI. vom 20. September 1940 (RMBliV 1940 Sp. 1826)
- Verordnung zur Einführung gemeinderechtlicher Vorschriften in den Gebieten von Eupen, Malmedy und Moresnet vom 23. September 1940 (RGBl. I S. 1301)